# Caddo Mills
Caddo Mills è un centro abitato degli Stati Uniti d'America situato nella contea di Hunt dello Stato del Texas.
La popolazione era di 1.338 persone al censimento del 2010.

## Geografia fisica
Caddo Mills è situata a 33°03′53″N 96°13′45″W (33.064748, -96.229040).
Secondo lo United States Census Bureau, ha un'area totale di 2,6 miglia quadrate (6,7 km²), di cui lo 0,38% d'acqua.

## Società

### Evoluzione demografica
Secondo il censimento del 2000, c'erano 1.149 persone, 459 nuclei familiari e 335 famiglie residenti nella città. La densità di popolazione era di 439,2 persone per miglio quadrato (169,3/km²). C'erano 494 unità abitative a una densità media di 188,8 per miglio quadrato (72,8/km²). The racial makeup of the city is il 92,7% di bianchi, Ispanici o latinos makes up l'8,03% della popolazione.
C'erano 459 nuclei familiari di cui il 36,6% aveva figli di età inferiore ai 18 anni, il 58,4% aveva coppie sposate conviventi, il 12,9% aveva un capofamiglia femmina senza marito, e il 27,0% erano non-famiglie. Il 25,7% di tutti i nuclei familiari erano individuali e il 12,4% aveva componenti con un'età di 65 anni o più che vivevano da soli. Il numero di componenti medio di un nucleo familiare era di 2,50 e quello di una famiglia era di 3,00.
La popolazione era composta dal 27,6% di persone sotto i 18 anni, il 7,7% di persone dai 18 ai 24 anni, il 29,2% di persone dai 25 ai 44 anni, il 21,5% di persone dai 45 ai 64 anni, e il 14,0% di persone di 65 anni o più. L'età media era di 35 anni. Per ogni 100 femmine c'erano 83,0 maschi. Per ogni 100 femmine dai 18 anni in giù, c'erano 80,5 maschi.
Il reddito medio di un nucleo familiare era di 15.071 dollari e quello di una famiglia era di 23.516 dollari. I maschi avevano un reddito medio di 26.979 dollari contro i 19.875 dollari delle femmine. Il reddito pro capite era di 16.531 dollari. Circa il 6,4% delle famiglie e l'8,9% della popolazione erano sotto la soglia di povertà, incluso il 6,5% di persone sotto i 18 anni e il 18,1% di persone di 65 anni o più.